# Роджер Холеці
Роджер Холеці (угор. Holéczy Roger; народився 19 жовтня 1976 у м. Лейк-Форест, Іллінойс, США) — угорський хокеїст, центральний нападник. 
Виступав за Північно-Східний університет, «Нью-Орлінс Брасс», ХК «Кемптен», «Грінсборо Дженералс», «Пенсакола Айс-Пайлотс», «Вінстон-Салем Перротс», «Ріо-Гранде-Веллі Кіллер-Біз», «Альба Волан» (Секешфехервар), ХК «Гіславедс», «Будапешт Старс».
У складі національної збірної Угорщини провів 33 матчі; учасник чемпіонатів світу 2007 (дивізіон I), 2008 (дивізіон I), 2009, 2010 (дивізіон I) і 2011 (дивізіон I). 
Чемпіон Угорщини (2005, 2006, 2007). Чемпіон Інтерліги (2007).